# Elfriede Höhn
Elfriede Höhn (* 1915 in Freudenstadt; † 12. Januar 2003 in Mannheim) war eine deutsche Pionierin der Bildungsforschung, Erziehungswissenschaftlerin und Professorin im pädagogischen und pädagogisch-psychologischen Forschungsbereich.

## Leben und Werdegang
Höhn war von 1966 bis 1982 ordentliche Professorin für Erziehungswissenschaft und Pädagogische Psychologie an der Universität Mannheim und integrierte in ihrer Forschungsarbeit Pädagogik und Pädagogische Psychologie. Sie ging dabei von der Entwicklungspsychologie und der Psychodiagnostik für Kinder und Jugendliche aus und bemühte sich um Menschen in Sondersituationen, z. B. um Schulversager, Delinquente, Außenseiter, Kinder von Binnenschiffern, Ungelernte, Behinderte und Alte.
Nach dem Abitur und dem Studium an der Pädagogischen Hochschule  in Esslingen von 1935 bis 1937, war Höhn bis 1941 Volksschullehrerin. Sie unterrichtete an verschiedenen Orten in Württemberg, im letzten Jahr auch an der Übungsschule der Lehrerhochschule Esslingen. Die Bedingungen, unter denen sie unterrichtete waren, wie sie selbst sagte, "teilweise heute nicht mehr vorstellbar" und schwierig.
Ab dem Wintersemester 1941/42 studierte sie Psychologie, Philosophie und naturwissenschaftlich-medizinische Beifächer sowie Englisch, Deutsch und Geschichte zunächst in Tübingen und schließlich ein Semester lang an der Universität Marburg. Vor allem aber interessierte sie sich für die Psychologie und legte schließlich 1943, als erste Absolventin in diesem Fach, ihr Diplom in Psychologie ab. Sie studierte unter anderem bei dem Psychiater und Psychologen Ernst Kretschmer und dem Pädagogen und Philosophen Otto Bollnow. 1946 machte sie ihr Staatsexamen in den Fächern Englisch, Deutsch und Geschichte. Im selben Jahr legte sie ihre Promotion ab. Der Titel ihrer Dissertation lautete: „Das Selbstbild der Engländer zwischen erstem und zweitem Weltkrieg (1919–1939)“. Von 1946 bis 1954 arbeitete Höhn am Psychologischen Institut der Universität Tübingen. 1948 bestand sie das zweite Staatsexamen und wurde zur Studien-Assessorin ernannt.
In den folgenden Jahren lehrte und forschte sie an verschiedenen Hochschulen. Sie war die deutsche Vertreterin in der internationalen Rorschach-Kommission, wurde 1954 zur stellvertretenden Vorsitzenden des Berufsverbandes Deutscher Psychologen der Landesgruppe Baden-Württemberg gewählt sowie als „Fellow“ in den International Conseil of Women Psychologists aufgenommen. Sie war Dozentin und ab 1961 Professorin am Fachbereich Sonderpädagogik der Pädagogischen Hochschule Reutlingen.  1966 habilitierte sie mit ihrer Habilitationsschrift  "Der schlechte Schüler", die 1967 als Buch veröffentlicht und viel rezipiert wurde.
Im Wintersemester 1966/67 bekam Höhn einen Ruf auf den Lehrstuhl Erziehungswissenschaft (Fachgebiete Erziehungswissenschaft und Pädagogische Psychologie) an der Wirtschaftshochschule Mannheim. Hier initiierte und formte sie die aufkommende Bildungsforschung wesentlich mit, vor allem indem sie empirische Forschungsmethodik aus der Psychologie „mit den eher geisteswissenschaftlichen Denkweisen der traditionellen Wirtschaftspädagogik“ bei der pädagogischen Ausbildung von Diplom-Handelslehrern verband. Höhn forschte unter anderem in den Forschungsprojekten „Soziale Situation, Begabungsstruktur und Bildungsmotivation ungelernter Arbeiter“, „Entwicklung und Erprobung beruflicher Grundbildung in verschiedenen Organisations- und Kooperationsformen in Rheinland-Pfalz“ und „Sonderformen der Berufsgrundbildung in Rheinland-Pfalz“.
1976 wurde sie zur ersten Prorektorin der Universität Mannheim ernannt. Sie war maßgeblich beteiligt an der Einführung des ersten Studiengangs für Berufsberatung in Deutschland und an der Einführung des Seniorenstudiums an der Universität Mannheim.
1980 erhielt Höhn das Bundesverdienstkreuz am Bande, 1985 die Medaille der Universität Mannheim in Gold und 1986 die Verdienstmedaille des Landes Baden-Württemberg. Nach ihrer Emeritierung engagierte sie sich weiter für das Seniorenstudium und studierte selbst Archäologie.

## Ehrungen
- 1980 Bundesverdienstkreuz am Bande
- 1986 Verdienstmedaille des Landes Baden-Württemberg
- Benennung eines Hörsaals an der Universität Mannheim[7]

## Schriften
- Das Selbstbild der Engländer zwischen erstem und zweiten Weltkrieg. Dissertation. Tübingen 1946.[8]
- E. Höhn: Der schlechte Schüler : Sozialpsychologische Untersuchungen über das Bild des Schulversagers. (= Erziehung in Wissenschaft und Praxis. Band 2). München 1967.
- Kind und Gesellschaft. Beltz, Weinheim 1955.
- E. Höhn, K. Beck, Georg-Michael-Pfaff-Gedächtnisstiftung : Ungelernte in der Bundesrepublik : Soziale Situation, Begabungsstruktur und Bildungsmotivation. (= Georg-Michael-Pfaff-Gedächtnisstiftung. Band 13). Kaiserslautern 1974.
- Das Soziogramm: die Erfassung von Gruppenstrukturen; eine Einführung für die psychologische und pädagogische Praxis. 1976, ISBN 3-8017-0109-3.
- Modellversuch zur Entwicklung und Erprobung beruflicher Grundbildung in verschiedenen Organisations- und Kooperationsformen in Rheinland-Pfalz. (= Situationsbericht. Band 1). 1977.
- E. Höhn, H. Hartmüller, G. Maier, R. Nitsch: Sonderformen der Berufsgrundbildung in Rheinland-Pfalz : Abschlußbericht. (= Schulversuche und Bildungsforschung. Band 48). Mainz 1983.
- E. Höhn: Subjektive Persönlichkeitstheorien als Gegenstand psychologischer Forschung : Ein historischer Überblick. (= Forschungsberichte aus dem Otto-Selz-Institut der Universität Mannheim. Band 17). Mannheim 1988.